# Тамаруго рудогузий
Тамару́го рудогузий (Conirostrum speciosum) — вид горобцеподібних птахів родини саякових (Thraupidae). Мешкає в Південній Америці.

## Підвиди

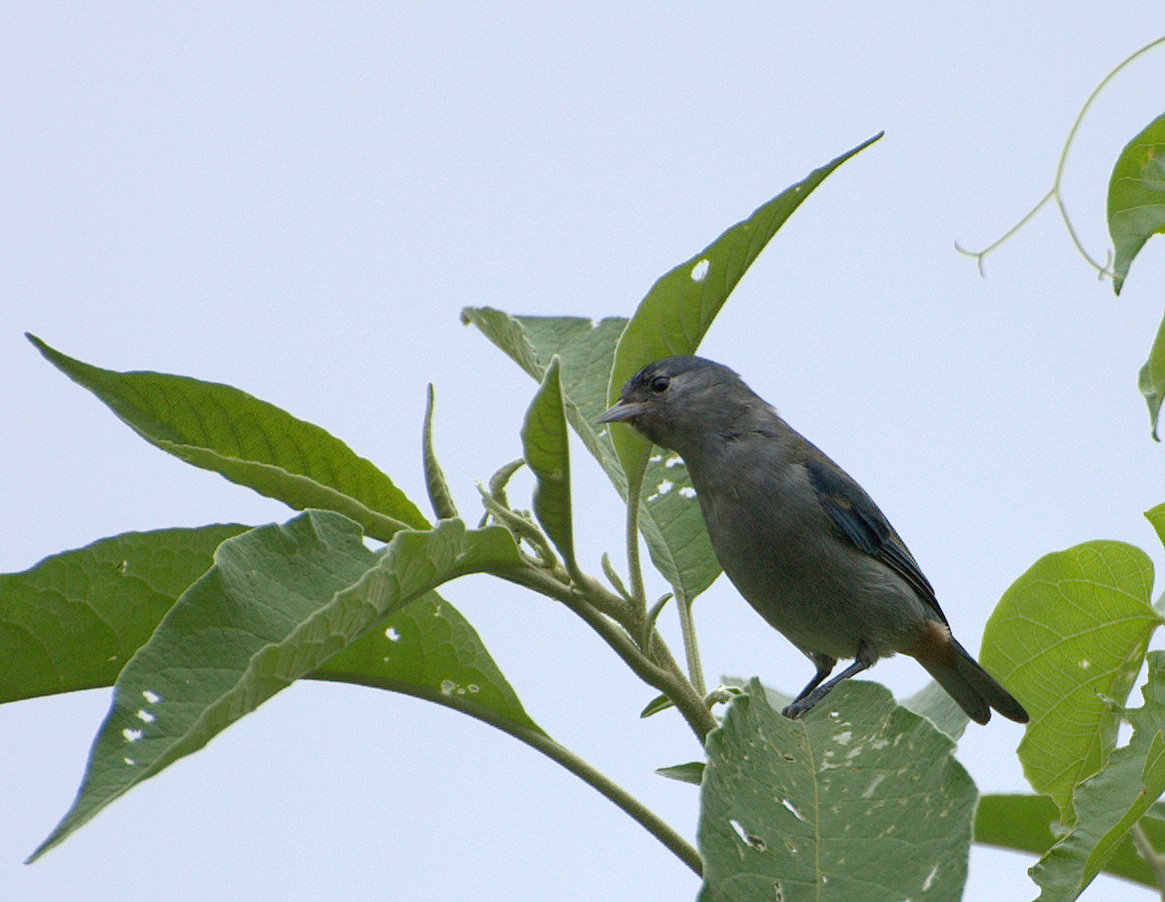
Рудогузі тамаруго

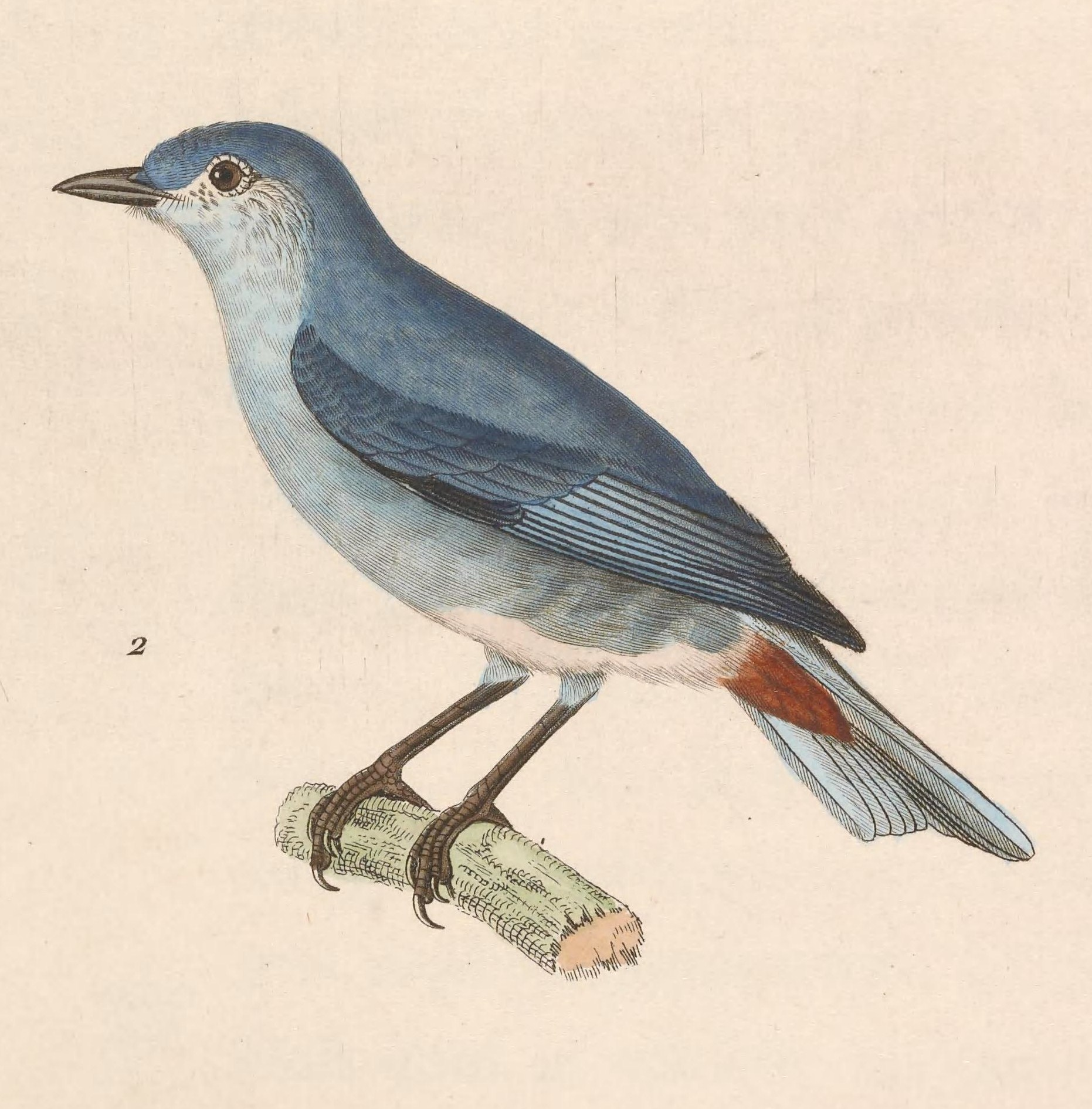
Рудогузі тамаруго (малюнок 1838 року)

Виділяють три підвиди:
- C. s. guaricola Phelps & Phelps Jr, 1949 — північ Центральної Венесуели (схід Гуаріко, захід Ансоатегі);
- C. s. amazonum (Hellmayr, 1917) — від східної Колумбії до південно-західної Венесуели, Гвіани, північної Бразилії, сходу Еквадору і Перу;
- C. s. speciosum (Temminck, 1824) — від південно-східного Перу (Пуно) до східної Бразилії, Болівії, Парагваю і північної Аргентини.

## Поширення і екологія
Рудогузі тамаруго мешкають в Колумбії, Венесуелі, Гаяні, Французькій Гвіані, Суринамі, Бразилії, Еквадорі, Перу, Болівії, Парагваю і Аргентини. Вони живуть у вологих рівнинних тропічних лісах і вологих саванах. Зустрічаються на висоті до 700 м над рівнем моря.